# Redeemer
Redeemer (dt.: Erlöser) ist das dritte Studioalbum der J-Rock-Band D’espairsRay und das erste, das unter einem Majorlabel erschien. Die Veröffentlichung fand in Japan am 11. März 2009 und in Europa am 24. Mai des Jahres statt.

## Entstehung
Bereits im Frühjahr 2008 liefen die Aufnahmen für eine neue Single. Diese mussten allerdings unterbrochen werden, da die Band überraschend eingeladen wurde, an der Rockstar Taste of Chaos Tour 2008 in den USA teilzunehmen. Mit MUCC, Bullet for My Valentine, Blessthefall und anderen tourten sie vom 29. Februar bis zum 15. April als erste japanische Rockkünstler in diesem Rahmen durch die USA. Statt wie ursprünglich geplant 43 Städte zu besuchen, wurden es am Ende 34.
Auf dem hide memorial summit, das zu Ehren des 1998 verstorbenen Gitarristen Hideto Matsumoto am 3. und 4. Mai im Ajinomoto Stadion veranstaltet wurde, präsentierten sie eine Coverversion von hides „Pose“ und ihren neuen Song Brilliant. Die Single dazu erschien zwei Wochen später, entstand aber schon vor der Taste of Chaos-Tour. Obwohl die anderen Bandmitglieder von dem Lied nicht begeistert waren, bat Karyu sie um eine Veröffentlichung der Single. Ab dem 17. Mai schloss sich ihre ROCKST☆R taste of Chocolate-Tour an, danach begannen die Aufnahmen für ein neues Album.
Im August folgte die zweite Single Kamikaze. Das Lied wurde in den Monaten August und September als Endlied bei der TBS Kei TV-Produktion Ranku oukoku (ランク王国) verwendet. Für das Musikvideo wurden Ausschnitte des Films verwendet.
Die am 3. Dezember erschienene Single Horizon diente erneut einer TV-Produktion als musikalische Untermalung, dieses Mal der MUSIC B.B. als Eröffnungslied. Die A-Side entstand zusammen mit Brilliant. Das Lied Yami ni furu kiseki der 2003 erschienenen Single Maverick wurde als Akustikversion mit Violine und Klavier neu aufgenommen und als B-Side hinzugefügt. Die Idee dazu erhielt die Band durch die Antwort eines Fans in ihrem Blog. Dieser hatte auf Youtube etwas gefunden, dies den Künstlern berichtet und daraus entwickelte sich die Idee einen Song nur mit Piano- und Violinenbegleitung zu erschaffen.
Im Januar schließlich wurde das dritte Album der Band angekündigt, welches bei Delicious Deli Records veröffentlicht werden sollte. Dieses Sublabel wurde von der Universal Music Group geschaffen um japanischen Künstlern, die sich außerhalb Japans großer Beliebtheit erfreuen, eine neue Plattform zu geben. Im Unterschied zu vorherigen Veröffentlichungen ist dieses als Major-Label konzipiert. Die Arbeiten dazu begannen direkt nach der Produktion von Horizon. Der ursprüngliche Veröffentlichungstermin musste auf den 11. März verschoben werden. Die „Regular edition“ von Redeemer enthält eine CD und eine von vier Fotokarten, die „Limited edition“ noch eine DVD.

### Tour
Ende des Monats startete die zugehörige Promotiontour namens PSYCHEDELIC PARADE mit drei Gigs speziell für den Fanclub. Ab dem 1. April startete dann die Tour für die normalen Fans. Sie begann in Japan, ging über Frankreich, Spanien, Polen, Deutschland sowie England. Am 26. Juli wurde mit Moskau erstmals eine russische Stadt besucht. Zudem wurde am 11. Juli der Youtube-Channel Maniac TV eröffnet, wo sie jeweils kurz vor den Auftritten ein paar Kommentare auf Japanisch abgaben.

## Stil
Während die A-Seiten der Singleauskopplungen Brilliant, Kamikaze und Horizon größtenteils im Pop-Rock verortet werden können, sind die B-Sides Cocoon, Scissors und Bullet im Bereich des Metal anzusiedeln. Dieser Wechsel zwischen den Stilen setzt sich auch auf dem Album fort. Lizard, Redeemer, Lost in re:birth und Masquerade sind durch ihren melodiösen Refrain, den gutturalen Gesang und den E-Gitarren dem Metal zuzurechnen. Während Lizard und Redeemer dunkel und energiegeladen sind, sind Lost in re:birth und Masquerade eher düster und melancholisch. Balladen wie Kouhaku (dt.: Bernstein), Yozora (dt.: Sternenhimmel) und R.E.M -Fuyu no genchou- verwenden helle Synthesizerklänge und zurückhaltende Riffs, bei letzterem sind auch noch Streicher und ein Klavier im Ensemble zu finden.
Das ungewöhnlichste Stück ist Paradox 5. Ein urweltlicher Rhythmus, Bongos, dezente Schlagzeugbegleitung und Klavierklänge, Hizumis behutsamer Gesang und ein weiblicher Chor haben einem beruhigenden und geheimnisvollen Stück Musik Leben eingehaucht. Heaven's Color lehnt sich stilistisch sehr an Brilliant an. Wie schon Horizon wartet der Song mit einem kleinen Sprechgesangspart und Scratching-Elementen auf.
Im Vergleich zu vorherigen Alben wurde bei Redeemer verstärkt auf Synthesizerklänge gesetzt. Neu ist auch der stellenweise verwendete Sprechgesang. Streicher- und Klavierbegleitung kamen allerdings schon bei Hai to Ame (灰と雨) auf dem Album Coll:set zum Einsatz, Bongos bei dem Lied Maze auf der Single Kogoeru Yoru ni Saita Hana. Die Band sieht das Album als ihr musikalisches Erwachsenwerden. Dazu Karyu:
„Man könnte Brilliant mit dem Erreichen der Volljährigkeit vergleichen. Es begleitet vom Kindes- ins Erwachsenenalter und beschreibt all die Gefühle, die damit einhergehen und den Wechsel in der Art und Weise wie du fühlst. Bezogen auf D'espairsRay erinnert es mich an die Zeiten, die wir durchlebt haben und das, was wir dabei empfanden. Wir hatten das fast vergessen, der Song ruft uns unsere Entwicklung wieder in Erinnerung.“

## Rezeption
Zu dem Musikalbum gab es eher positive Kritiken. Gelobt wurde die Abwechslung von dunklen und schweren Liedern wie Lizard, Redeemer und Masquerade und helleren, positiven wie Kamikaze und Heaven's color. Bemängelt wurde aber, dass dieser Wechsel wie zuvor bei den Alben Coll:set und Mirror die Kohäsion der Lieder auf dem Album zerstören würde.
Redeemer würde nicht die Erlösung für D'espairsRay bringen, habe aber dennoch seine Vorzüge. Der Sound und die Stimmung des Albums wären besser als bei Mirror, wo viel Atmosphäre durch Lautstärke und energiegeladene Spielweise verloren gegangen sei, käme allerdings nicht an die Stimmung und den inneren Zusammenhalt von Coll:set heran. Es sei nicht ihr bestes Album, sondern für die Band nur ein Zwischenschritt zwischen dem, was sie seien und dem, was sie einmal sein werden.
Bei der DVD der Limited Version wurde die visuelle Umsetzung des Musikvideos gelobt. Das Making of wurde für seine dumpfe Tonqualität kritisiert, da kleinere Statements durch Betriebsgeräusche und das im Hintergrund laufende Lied nur schwer zu verstehen seien. Beim Dreh schlecht ausgeleuchteter Locations wurde außerdem das Bildrauschen kritisiert. Positiv hervorgehoben wurde bei Musikvideo und Making of die Kontraststärke der Farben.

## Titelliste
Titelliste CD:
1. Lizard – 4:29  (Musik: Karyu / Text: Hizumi)
2. Brilliant – 4:37  (Musik: Karyu / Text: Hizumi)
3. Redeemer – 4:28  (Musik: Karyu / Text: Hizumi)
4. Kohaku (琥珀) – 4:28  (Musik: Tsukasa / Text: Hizumi)
5. Kamikaze – 4:23  (Musik: Karyu / Text: Hizumi)
6. Lost in Re:birth – 4:09  (Musik: Karyu / Text: Hizumi)
7. R.E.M -Fuyu no Genchou- (R.E.M -冬の幻聴-) – 4:58  (Musik: Karyu / Text: Hizumi)
8. Horizon – 4:08  (Musik: Karyu / Text: Hizumi)
9. Masquerade – 4:00  (Musik: Karyu / Text: Hizumi)
10. Yozora (夜空) – 4:17  (Musik: Karyu / Text: Hizumi)
11. Paradox 5 – 5:41  (Musik: Karyu / Text: Hizumi)
12. Heaven's Color – 4:41  (Musik: Karyu / Text: Hizumi)

Titelliste DVD (nur in der Limited Version):
1. REDEEMER PV
2. Making of REDEEMER

## Singles

### Brilliant
Die Platte stand ab dem 14. Mai 2008 in den Läden, zwei Wochen nach dem Auftritt beim hide memorial summit. Die ersten Pressungen enthielten eine Fotokarte.
Titelliste CD:
1. Brilliant – 4:35  (Musik: Karyu / Text: Hizumi)
2. Cocoon – 4:57  (Musik: Karyu / Text: Hizumi)

### Kamikaze
Die Single wurde am 6. August 2008 in Japan unter Sword Records veröffentlicht. Die ersten Pressungen beinhalten eine von vier verschiedenen Fotokarten. Die reguläre CD enthält noch einen Bonustrack, die limitierte Version noch eine Bonus-DVD mit dem Liveauftritt in der Long Beach Arena (Los Angeles) am 10. April im Rahmen der Taste of Chaos Tour.
Titelliste CD:
1. Kamikaze – 4:22  (Musik: Karyu / Text: Hizumi)
2. Scissors – 4:03  (Musik: Tsukasa / Text: Hizumi)
3. Brilliant – Live 30 Dec. 07 – 4:55 (nur reguläre Version)

Titelliste DVD (nur in der Limited Version):
1. TRICKSTƏR
2. Garnet
3. SCREEN
4. SIXty∞NINe
5. 「Fuyuu shita risou」

### Horizon
Horizon wurde am 3. Dezember 2008 veröffentlicht, Erstpressungen beinhalten ein Poster. Die reguläre CD enthält noch einen Bonustrack, die limitierte Version noch eine DVD mit dem Musikvideo zur A-Side. Bullet sollte ursprünglich Bakuretsu (explodieren, bersten) heißen, dies wurde vor der Veröffentlichung noch geändert.
Titelliste CD:
1. HORIZON – 4:08  (Musik: Karyu / Text: Hizumi)
2. Bullet – 4:25  (Musik: Karyu / Text: Hizumi)
3. Yami ni Furu Kiseki (Classical White Version) – 5:13  (nur reguläre Version)

Titelliste DVD (nur in der Limited Version):
1. HORIZON (PV)